# Brooten
Brooten – miasto w Stanach Zjednoczonych, w stanie Minnesota, w hrabstwie Stearns. Mała jego część leży na terenie hrabstwa Pope.